# Землетруси в Росії

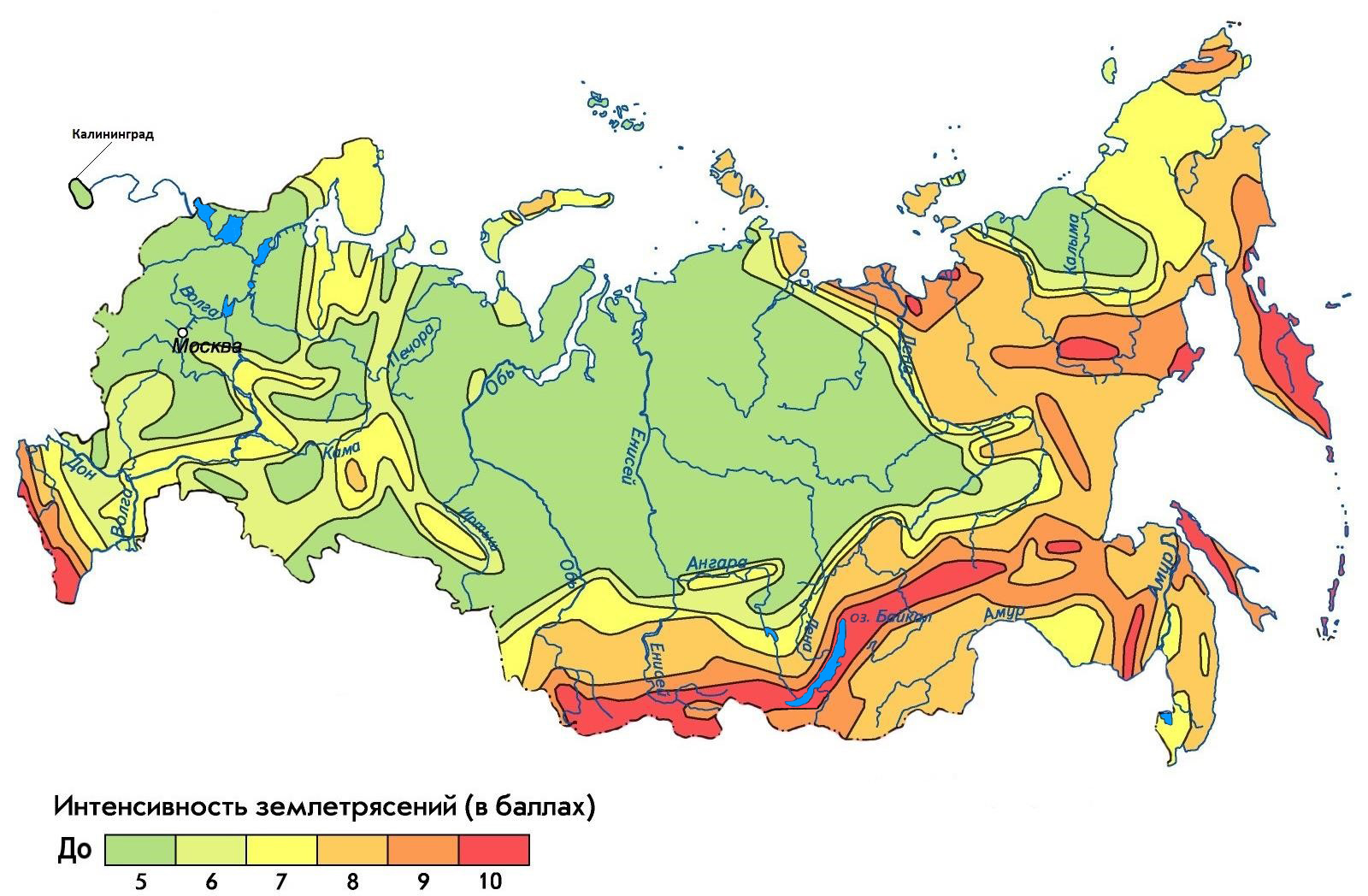
Карта сейсмічної активності в Росії (зони показані до максимальної кількості балів інтенсивності у розмальованих регіонах)

На території Росії землетруси відбуваються як у гірській, так і в рівнинних місцевостях, у місцях стиків тектонічних плит. У рівнинних областях сейсмоактивними є зони наскрізних розломів, наприклад Європейсько-Африканський: Кавказ, Поволжя, Алтай, Західний Сибір, Східний Сибір, Камчатка. Деякі землетруси, що відбуваються в населеній місцевості (в середньому 5-6 разів на століття), забирають багато людських життів, руйнуються будівлі, а іноді й цілі населені пункти. Так, при землетрусі на Сахаліні в 1995 році було повністю зруйновано селище Нефтегорськ. Більшість землетрусів у Росії відбувається на Камчатці та Курильських островах, через активну тектоніку плит у тихоокеанському вулканічному вогненному колі. В 1952 через землетрус у Тихому океані біля узбережжя Камчатки утворилося цунамі, яке зруйнувало місто Сєверо-Курильськ — цей землетрус є рекордним в Росії за кількістю загиблих.

## Причини землетрусів
Землетруси відбуваються через зіткнення літосферних плит. Так, на Кавказі Аравійська плита рухається на північ до Євразійської плити. На Камчатці Тихоокеанська плита стикається з Євразійською плитою, також активність вулканів є однією з причин дрібних підземних поштовхів, що відбуваються в безпосередній близькості від вулкана або на ньому самому.
Землетруси в Росії також мають техногенний характер. Так, за повідомленням VolcanoDiscovery, 18 вересня 2024 року, близько 4-ї години (за місцевим часом), у Тверській області впродовж 2,5 годин було зафіксовано 18 землетрусів магнітудою від 2,0 до 3,2 балів (за шкалою Ріхтера).

## Сейсмостійке будівництво в Росії
Інтенсивність землетрусів у різних країнах оцінюється за різними шкалами. У Росії застосовується найвикористовуваніша у світі 12-бальна шкала MSK-64 (Медведєва-Шпонхойєра-Карніка), висхідна до шкали Меркалі-Канкані (1902). У СРСР інтенсивність оцінювалася за ГОСТ 6249-52. Сейсмостійке будівництво вважалося виправданим на територіях, максимальна сейсмічна активність яких досягала 7—9 балів (менше — додаткових заходів не вживали, більше — будівництво вважалося невиправданим). Такі території визначалися картами сейсмічного районування (для уточнення ділянки сейсмічного мікрорайонування). З огляду на те, що землетруси відбуваються порівняно рідко, нормами допускалися конструкції, які при аварії не створювали загрози безпеці людей та безпеці цінного обладнання.
Сейсмостійке будівництво потребує значно більших фінансових витрат. З технічного погляду раціонально вибирати ділянку на скельних породах, застосовувати додаткові заходи, що збільшують міцність та монолітність несучих конструкцій. Здатність конструкції приймати пластичні деформації сильно підвищує опірність конструкцій. У першій половині XX століття в СРСР набув поширення статичний метод розрахунків, тоді як у західних країнах — динамічний, який вважається дещо точнішим.

## Сейсмічні дослідження у Росії
У зв'язку з тим, що більшість території Росії — сейсмічно спокійні зони, мережа сейсмічних станцій країни не розповсюджена. На території Центрального, Приволзького, Північно-Західного федеральних округів знаходиться лише 51 сейсмічна станція. У сейсмонебезпечних зонах сейсмічна мережа згущується, але все одно значно рідкісніша, ніж у сейсмонебезпечних районах США та Японії. Так, у Північно-Кавказькому та Південному федеральних округах розташовані 53 станції, на Уралі — 12, на півдні Західного Сибіру — 75, у районі Байкалу — 57, у Якутії — 25, на Камчатці та Курилах — 94, на Сахаліні — 52, у Магаданської області — 13, на островах Північного Льодовитого океану — 14. Сейсмічна мережа у Росії переважно перебуває у віданні Геофізичної служби РАН, її філій і підпорядкованих організацій.
Теоретичні дослідження у сфері землетрусів у Росії ведуть Інститут фізики Землі імені Про. Ю. Шмідта РАН , Інститут динаміки геосфер РАН, Міжнародний інститут теорії прогнозу землетрусів та математичної геофізики РАН, Інститут нафтогазової геології та геофізики імені А. А. А. Трофімука СО РАН Інститут геофізики УРО РАН, Красноярський державний університет .

## Список землетрусів

### Російська імперія
- Землертуси у Санкт-Петербурзі (1840)
- Землетрус на Байкалі (1862)

### РРФСР
- Землетруси на Камчатці (1924, 1952)
- Кримські землетруси (1927)
- Землетруси в Ленінграді (1940, 1977, 1986, 1990)
- Землетрус на Курилах (1963)[4]
- Землетруси в Дагестані (1970)

### Сучасна Росія
- Землетрус у Нафтогорську (1995)
- Чуйський землетрус (2003)
- Землетруси в Санкт-Петербурзі (2004)
- Землетрус у Калінінграді (2004)
- Землетрус на Курильських островах (2006)
- Землетруси на Камчатці (2006)
- Землетрус у Чечні (2008)
- Землетрус на Байкалі (2008)
- Землетрус у Бурятії (2011)
- Землетрус у Красноярському краї (2011)
- Землетрус у Туві (2011)
- Землетрус у Туві (2012)
- Землетрус у Кемеровській області (2013)[5]
- Землетрус на Курильських островах (2015)[6]
- Землетрус в Іркутській області (2020)
- Землетрус у Республіці Бурятія (2020)
- Землетрус у Республіці Дагестан (2022)
- Землетрус в акваторії Байкалу (2023)[7]
- Землетрус на Курильських островах (2023)[8].
- Землетрус на Південних Курилах (2023)[9].
- Землетрус в акваторії Байкалу (2024)[10].
- Землетрус на Камчатці (2024)[11].
- Землетруси в Тверській області (2024)[2][3].
- Землетруси в Кемеровській області (2024)[12][13].
- Землетрус в Тверській області (2024)[14].
- Землетрус на Курильських островах (2024)[15].
- Землетрус на Чукотці (2025)[16].
- Землетрус поблизу узбережжя Камчатки (2025)[17][18].
- Землетрус поблизу узбережжя Камчатки (2025)[19].
- Землетрус поблизу узбережжя Камчатки (2025)[20].
- Землетрус поблизу узбережжя Камчатки (2025)[21][22].
- Землетрус поблизу Курильських островів (2025)[23].
- Землетрус поблизу узбережжя Камчатки (2025)[24].